# Бівервілл (Іллінойс)
Бівервілл (англ. Beaverville) — селище (англ. village) в США, в окрузі Іроквай штату Іллінойс. Населення — 306 осіб (2020).

## Географія
Бівервілл розташований за координатами 40°57′13″ пн. ш. 87°39′15″ зх. д. / 40.95361° пн. ш. 87.65417° зх. д. (40.953660, -87.654028).  За даними Бюро перепису населення США в 2010 році селище мало площу 0,69 км², з яких 0,68 км² — суходіл та 0,01 км² — водойми. В 2017 році площа становила 0,73 км², з яких 0,72 км² — суходіл та 0,01 км² — водойми.

## Демографія
Згідно з переписом 2010 року, у селищі мешкали 362 особи в 139 домогосподарствах у складі 99 родин. Густота населення становила 524 особи/км².  Було 152 помешкання (220/км²).
Расовий склад населення:
| - 97,2 % — білих - 0,6 % — чорних або афроамериканців - 0,3 % — корінних американців |

До двох чи більше рас належало 1,7 %. Частка іспаномовних становила 1,9 % від усіх жителів.
За віковим діапазоном населення розподілялося таким чином: 26,2 % — особи молодші 18 років, 55,0 % — особи у віці 18—64 років, 18,8 % — особи у віці 65 років та старші. Медіана віку мешканця становила 39,5 року. На 100 осіб жіночої статі у селищі припадало 88,5 чоловіків;  на 100 жінок у віці від 18 років та старших — 85,4 чоловіків також старших 18 років.
Середній дохід на одне домашнє господарство  становив 39 562 долари США (медіана — 31 528), а середній дохід на одну сім'ю — 44 600 доларів (медіана — 36 250). Медіана доходів становила 45 875 доларів для чоловіків та 26 731 долар для жінок. За межею бідності перебувало 20,7 % осіб, у тому числі 31,5 % дітей у віці до 18 років та 6,7 % осіб у віці 65 років та старших.
Цивільне працевлаштоване населення становило 106 осіб. Основні галузі зайнятості: освіта, охорона здоров'я та соціальна допомога — 26,4 %, виробництво — 14,2 %, транспорт — 8,5 %, фінанси, страхування та нерухомість — 8,5 %.